# Stenomesius modicellus
Stenomesius modicellus är en stekelart som beskrevs av Muhammad Sharif Khan 1994. Stenomesius modicellus ingår i släktet Stenomesius och familjen finglanssteklar. Inga underarter finns listade i Catalogue of Life.